# Wilhelm J. Sluka

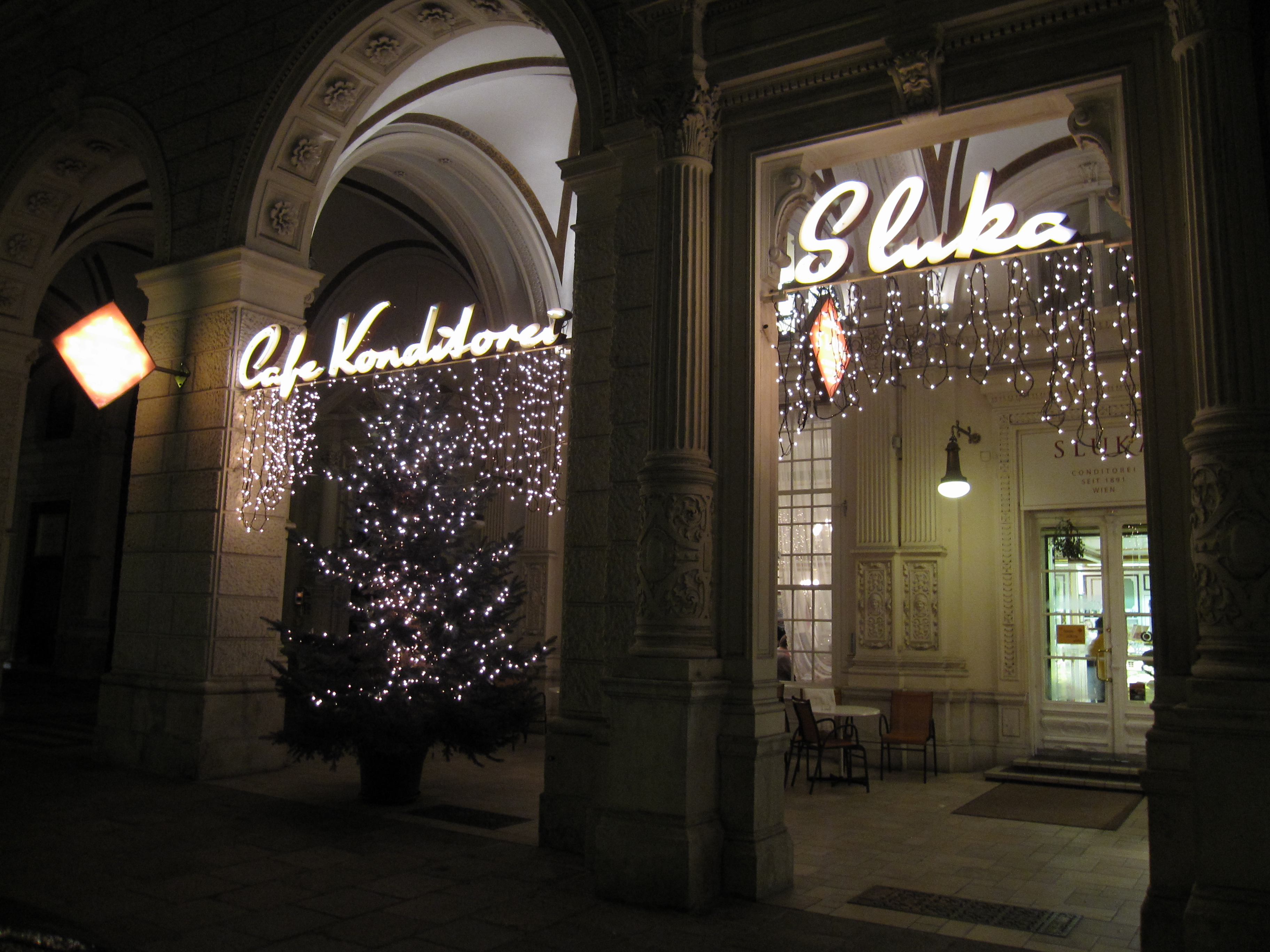
Der Sluka zur Weihnachtszeit (2009)

Wilhelm J. Sluka ist eine Konditorei und ein Café in Wien sowie ehemaliger k.u.k. Hoflieferant. Es befindet sich am Rathausplatz 8 (ehemals Reichsratsstraße 13) im 1. Wiener Gemeindebezirk Innere Stadt. 2017 wurde ein zweiter Standort in der Kärntner Straße eröffnet, ebenfalls im 1. Wiener Gemeindebezirk.

## Geschichte
Gegründet wurde die Konditorei 1891 von Wilhelm Josef Sluka und seiner Gattin Josefine.
Die Konditorei unter den Gründerzeitarkaden liegt in unmittelbarer Nähe zu wichtigen Ringstraßengebäuden. Gäste der höchsten Gesellschaft verkehrten hier, darunter Kaiserin Elisabeth von Österreich-Ungarn, der Adel, Abgeordnete vom benachbarten Parlament und kaiserliche Minister, aber auch Rathausbeamte und Gemeinderäte, Schauspieler und Mitarbeiter des Hofburgtheaters und Bürger.
Wilhelm Josef Sluka (1861–1932) war ein Pionier des Wiener Conditoreihandwerks, der gemeinsam mit seiner Frau Josefine (1864–1954) das Unternehmen aufbaute. Bekannt wurde „der Sluka“ durch hauseigene Kreationen wie die „Sluka-Torte“ (Schokobiskuit, Mandelweincreme mit Milchtunkmasse überzogen), „Nuß-Suffler“ oder „Flora-Krapfler“, die nach wie vor nach Originalrezept hergestellt werden. Seine Konditorei wurde rasch erfolgreich.

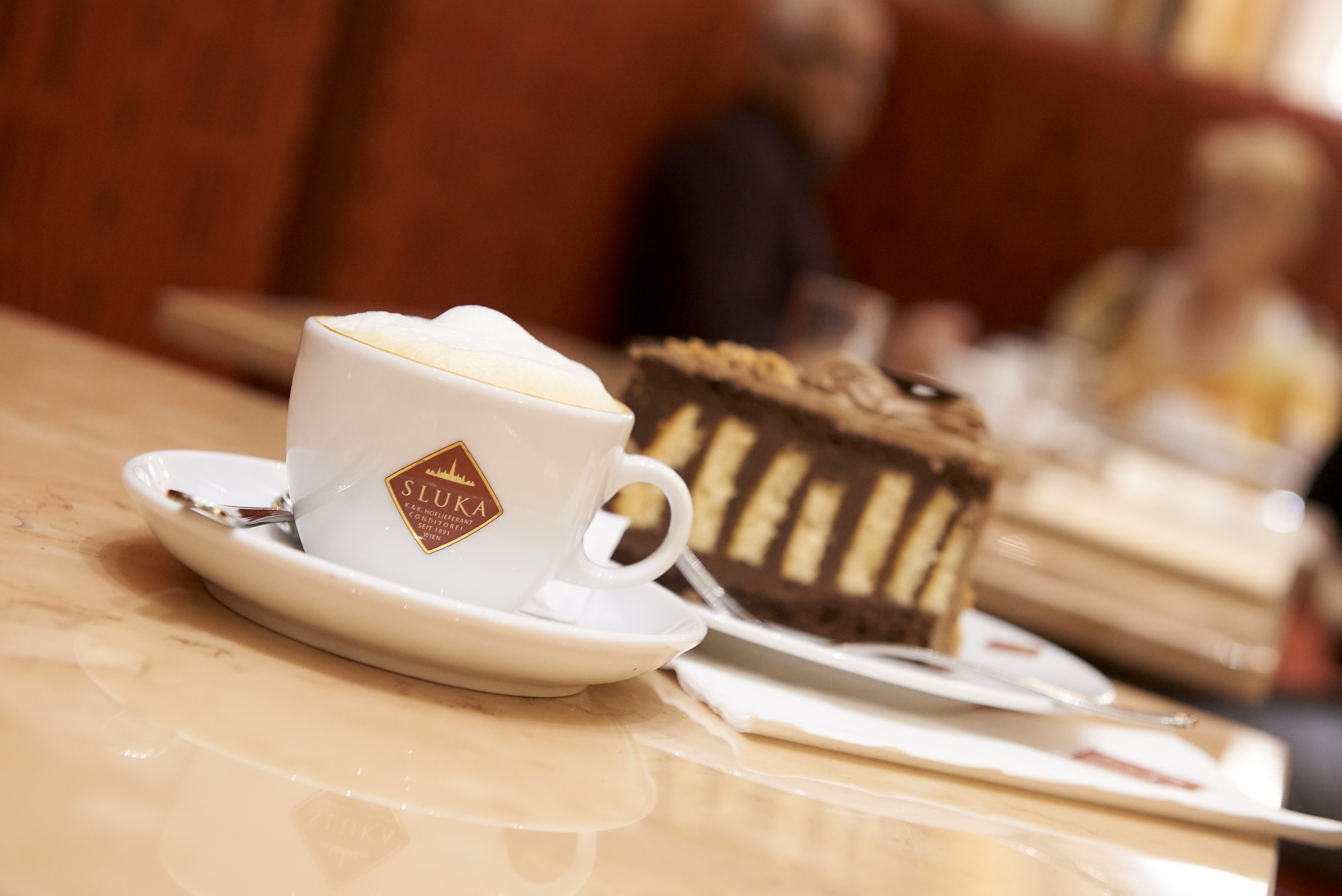
Conditorei Sluka Kärntner Straße

Wilhelm Josef Sluka setzte als erster Konditor Österreichs kleine Maschinen als Arbeitshilfe in der Backstube ein. Im Rahmen der 2. Internationalen Kochkunst-Ausstellung im Jahre 1898 gewann er eine Goldmedaille. Am 20. Dezember 1899 reichte er sein Gesuch um den k.u.k. Hoflieferantentitel beim Obersthofmeisteramt ein, dieser wurde ihm ein Jahr später am 16. Dezember 1900 verliehen. Wilhelm J. Sluka verstarb kinderlos. Sein Grab befindet sich im Urnenhain der Feuerhalle Simmering (Abteilung MR, Gruppe 147, Nummer 1).

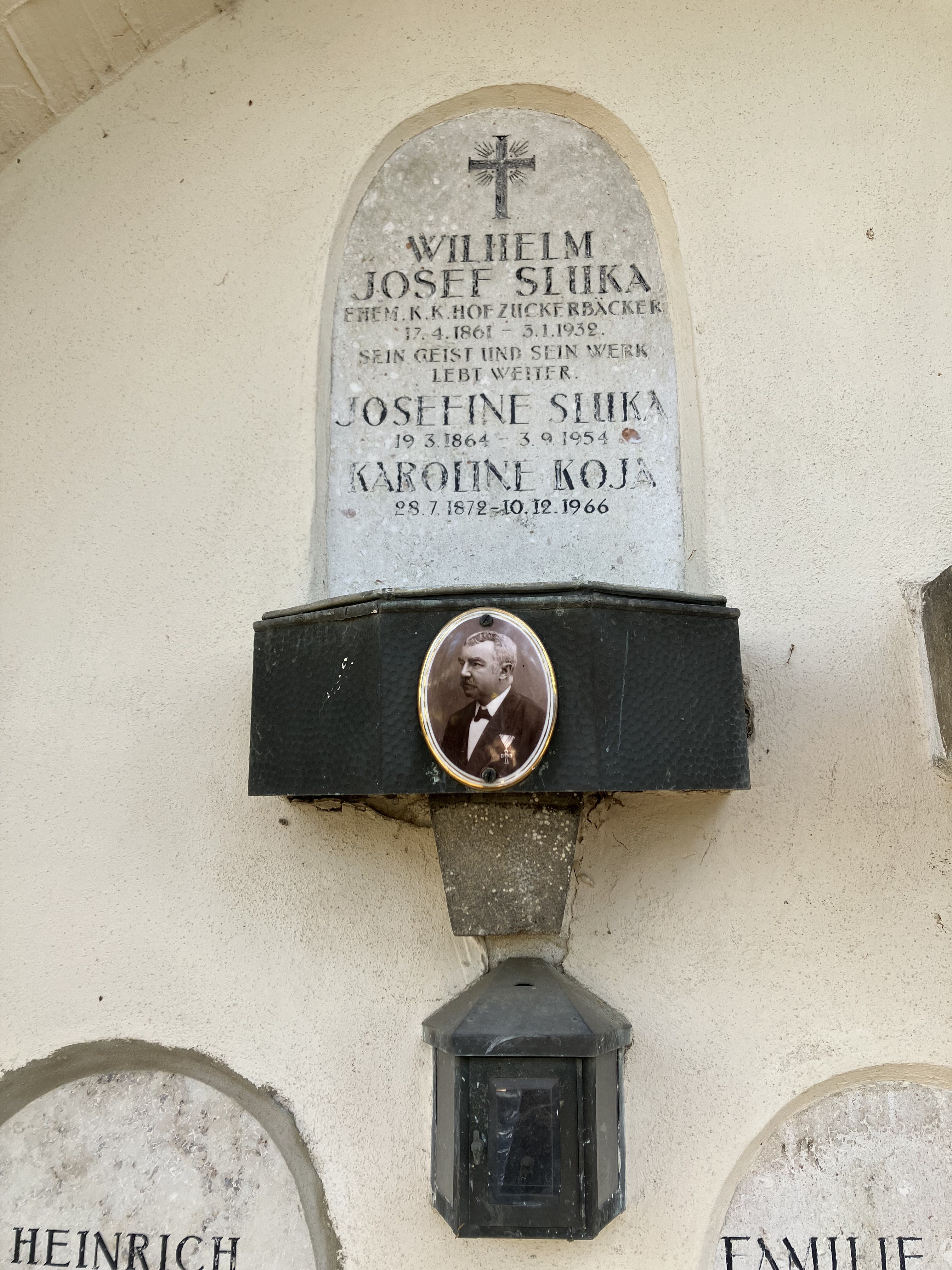
Urnengrab Wilhelm Josef Sluka in Wien, Feuerhalle Simmering

Nach den Slukas wurden Alexander und Anna Jeszenitz die Nachfolger. Jeszenitz hatte seine Ausbildung in der Konditorei Zwieback im 1. Bezirk und sammelte beim Café Gerbeaud, ebenfalls ein ehemaliger k.u.k. Hoflieferant, in Budapest Praxis. Unter seiner Führung wurden die alten Räumlichkeiten renoviert und den Produktionsablauf modernisieren.
Nach den Jeszenitz wurde ab 1960 die Familie Beranek Inhaber. Nach erneuerter Renovierung die drei Wochen dauert, wurde die Konditorei am 20. August 1960 wiedereröffnet. Dabei wurden die Beleuchtungskörper und Stuckaturen aus der Gründerzeit belassen. Susanne und Otto Beranek ließen eine Kühlvitrine im Verkaufspult einbauen, 1975 wurde erneut renoviert und Polsterbänke mit Wiener Thonet-Kaffeehausstühlen eingerichtet. Im Jahre 2000 erhielt der Sluka die „Goldene Kaffeebohne“ von Gault-Millau als beste Wiener Kaffee-Konditorei. Seit 2014 ist die Conditorei Sluka ein Teil der List Hospitality Group.

## Sluka als Institution

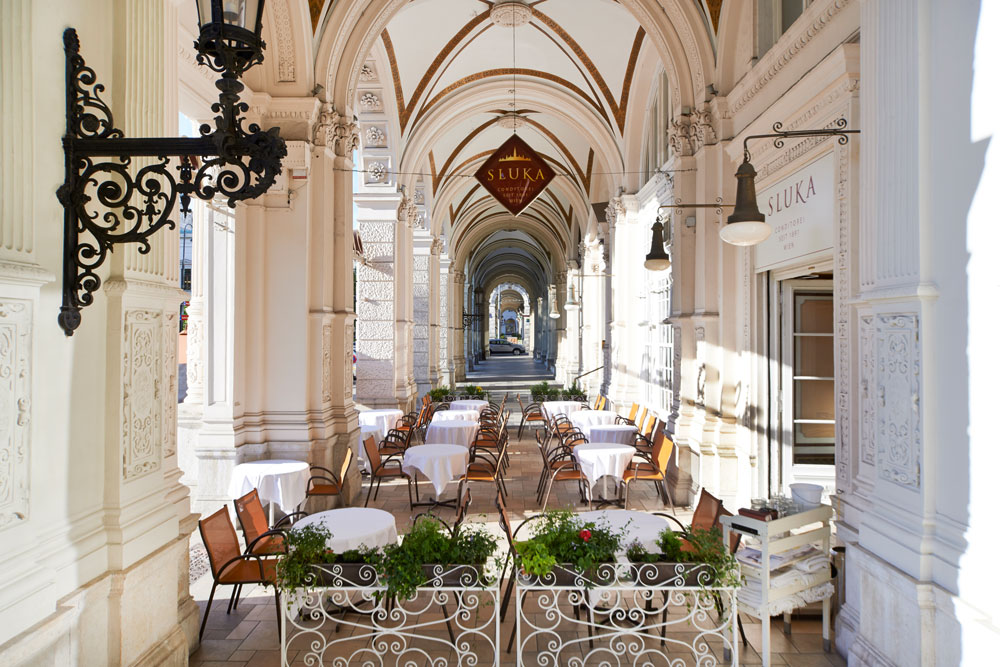
Conditorei Sluka Rathausplatz

Zu Zeiten der Monarchie kamen hier Kaiserin Elisabeth, Adel, Beamte und auch Bürgerliche in die Kaffee-Konditorei. Nach der Monarchie kamen weiterhin hohe Gäste, wie Bundespräsident Karl Renner, Kurt Waldheim, Bundeskanzler und Politiker wie Alfons Gorbach und Wolfgang Schüssel, sowie Wiener Bürgermeister wie Theodor Körner und Michael Häupl, von denen sich viele ins Gästebuch eintrugen.
Aber auch in der Kunst und Literatur hatte die Konditorei ihren Einfluss. Der Schriftsteller Thomas Bernhard erwähnt im letzten Akt seines aufsehenerregenden Stückes Heldenplatz die Konditorei, er selber war öfters Gast dort.
Eine Anekdote erzählt von einem jungen Zeichenlehrer Anfang des 20. Jahrhunderts in einer Privatschule an der Währinger Wallnerstraße. Nach dieser Erzählung bat der Lehrer seine jungen Schülerinnen, eine selbst erlebte Geschichte zu zeichnen. Ein Mädchen zeichnete daraufhin ihren Besuch bei der Konditorei Sluka, wo sie von ihrem Vater wegen guter Noten mit einem Besuch belohnt wurde. Das Mädchen zeichnete ihre Eindrücke von den Süßigkeiten wie die Haselnußkrapfen und den Servierfräulein mit den weißen Häubchen. Der Lehrer fand die Zeichnung sehr gelungen, der Schuldirektor jedoch verlor seine Fassung und entließ den jungen Lehrer. Dieser junge Mann widmete sich daraufhin nur noch der Kunst, sein Name war Oskar Kokoschka.

## Produkte

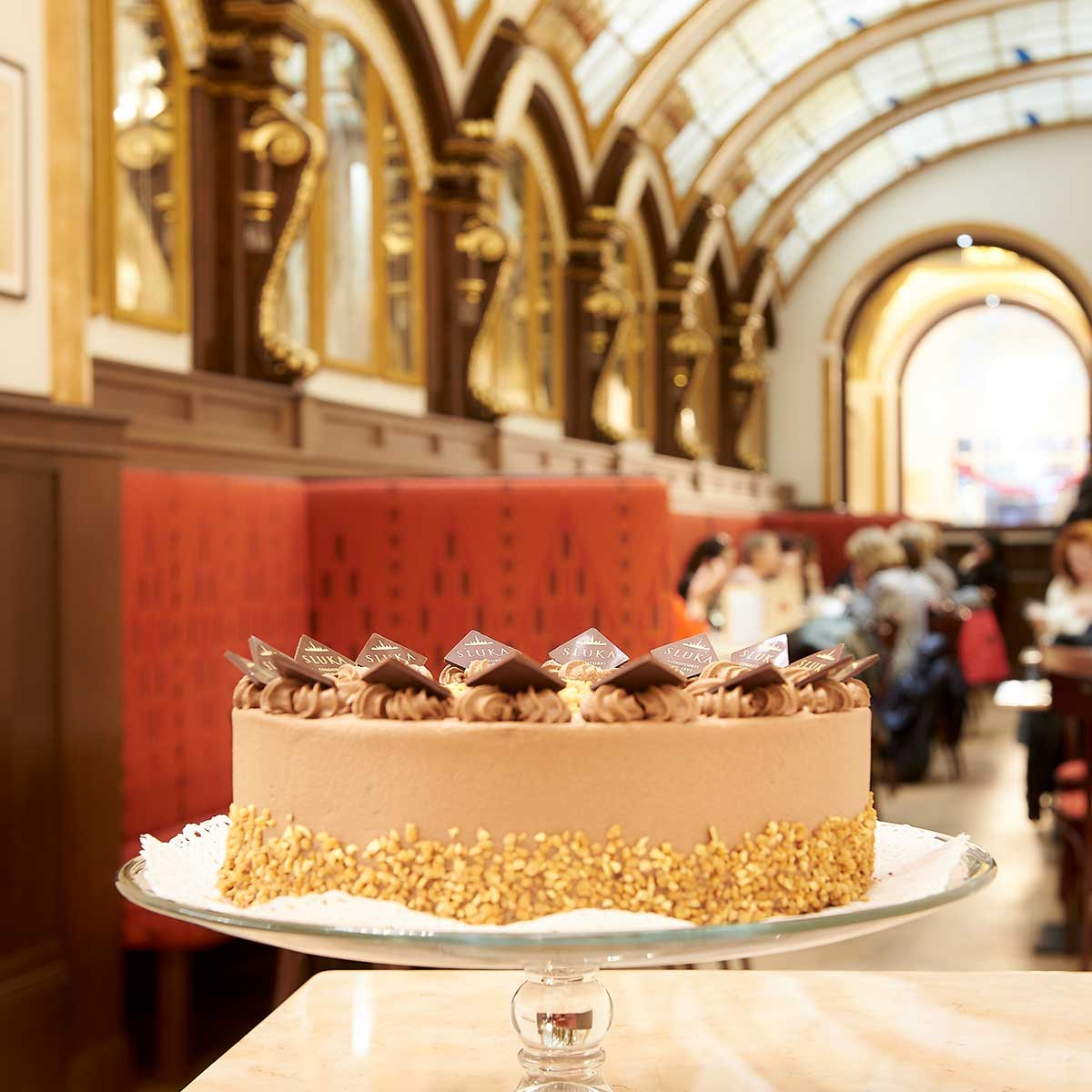
K.u.K. Hoflieferant - Sluka Torte

Im Angebot stehen die Slukatorte, Dobostorte, Maria-Theresia-Torte (deren Rezept geheim ist) und weitere Torten, Nuß-Suffler oder Flora-Krapfler, dutzende Petit Fours, Mehlspeisen, gluten- und laktosefreie Süßspeisen und warmes aus der Küche.